# Erik Sääf (handbollsspelare)
Erik Johan Sääf Fredriksson, född 16 september 2000 i Skövde, är en svensk handbollsspelare som spelar i IFK Skövde som också är hans moderklubb.